# ریباس د کامپس
ریباس د کامپس (به اسپانیایی: Ribas de Campos) یک شهرستان در اسپانیا است که در استان پالنسیا واقع شده‌است.

## خصوصیات
ریباس د کامپس ۱۵ کیلومترمربع مساحت و ۱۸۵ نفر جمعیت دارد.